# Animal Crossing: New Leaf
Animal Crossing: New Leaf — це соціальна гра-симулятор 2012 року, розроблена та опублікована Nintendo для Nintendo 3DS. У грі гравець керує людським персонажем, який бере на себе роль мера в місті, населеному антропоморфними тваринами. Як четверта основна гра в серії Animal Crossing, вона була випущена в Японії в листопаді 2012 року, а в 2013 році — на міжнародних територіях.
Гравець має можливість займатися такими видами діяльності, як лов жуків, риболовля та дружити з жителями села. Зберігаючи ігровий процес зі старих ігор, Animal Crossing: New Leaf знаменує собою зміну в серії, оскільки гравець стає мером міста, надаючи додаткові здібності, такі як ухвалення постанов і початок громадських робіт. За допомогою жителів міста та секретаря на ім'я Ізабелль, тепер завдання гравця — зробити місто кращим місцем для життя.
Гра отримала схвалення критиків, і багато посилалися на покращення попередніх записів у серії. Хоча назву було перевидано під банером Nintendo Selects у Північній Америці та як Happy Price Selection у Японії, оновлена версія з підтримкою Amiibo та новими функціями була випущена безкоштовно в Nintendo eShop у листопаді 2016 року для власників оригінальної версії. Роздрібна версія оновлення була випущена як Animal Crossing: New Leaf — Welcome Amiibo наприкінці 2016 року.

## Ігровий процес

Гравець у ролі мера міста зі своєю помічницею Ізабелль.

Як і в попередніх частинах серії Animal Crossing, гравець бере під свій контроль жителя села, який переїжджає в нове місто. Після прибуття гравця приймають за нового мера міста, і йому призначають цю посаду замість стандартного жителя. Як і в попередніх іграх серії, гра дозволяє гравцеві досліджувати своє місто, спілкуватися з іншими жителями та брати участь у різноманітних заходах, таких як риболовля та лов жуків. Виконуючи різноманітні дії або продаючи різні предмети, гравець заробляє дзвіночки, ігрову валюту, яку він може використовувати для покупки різних предметів, наприклад меблів чи одягу, або для сплати позик, використаних на ремонт свого будинку. Гра відбувається в режимі реального часу з використанням внутрішнього годинника системи Nintendo 3DS, а такі аспекти, як час роботи магазинів, види дикої природи та спеціальні події, змінюються залежно від часу доби та сезону.
Animal Crossing: New Leaf представляє багато функцій у серії. Гравці починають гру, живучи в наметі, перш ніж побудують свій будинок, який згодом можна оновити та розширити. Налаштування, більшу частину серії було вдосконалено, зокрема, у здатності гравця змінювати зовнішній вигляд свого персонажа та прикрашати його будинок. Штани персонажа можна змінювати на додаток до сорочки, взуття, капелюха та аксесуара; і додана можливість вішати меблі на стіни. Функції, які раніше були лише в японській Dōbutsu no Mori e+ для GameCube, такі як лави та ліхтарні стовпи, повернулися. Іншим доповненням є можливість плавати в океані, що межує з містом, використовуючи купальник. Гравці можуть відвідувати міста один одного за допомогою Nintendo Network і можуть бути додані до списку друзів, що дозволяє їм обмінюватися повідомленнями один з одним, а до чотирьох гравців одночасно можуть подорожувати на тропічний острів Тортімер, щоб взяти участь у різноманітних міні-іграх, які нагородження медалями. Гравці можуть у будь-який час робити знімки, які зберігаються на камері Nintendo 3DS і можуть ділитися ними.
У грі є нова механіка, яка робить гравця мером міста, дозволяючи йому більше налаштовувати своє місто, ніж у попередніх іграх. У той час як виконання обов'язків мера не є обов'язковим для гри, перебування на чолі міста надає дві нові ігрові особливості серії: проекти громадських робіт і розпорядження. Проекти громадських робіт дозволяють гравцям збирати кошти від городян та інших приїжджих гравців на будівництво нових об'єктів, таких як мости, фонтани та освітлювальні стовпи, а також додавати нові об'єкти, такі як кемпінги та кафе. Укази дають гравцям можливість налаштовувати спосіб функціонування свого міста, приймаючи закони, як-от робити місто багатшим, заохочувати городян садити більше квітів або відкривати магазини раніше чи пізніше. Лише той, хто першим зареєструє файл збереження на кожній копії гри, зможе стати мером.
New Leaf по-різному використовує функції Nintendo 3DS, деякі з яких стають доступними з часом. Гравці можуть відвідувати міста інших гравців через локальну гру або онлайн з чотирма друзями (додаткове членство в клубі на острові Тортімер дозволяє гравцям досліджувати острів разом з іншими онлайн-гравцями). Функція Dream Suite дозволяє гравцям завантажувати версії міст інших людей для вільного дослідження. Happy Home Showcase дозволяє гравцям переглядати будинки інших гравців, які зустрічаються на StreetPass, а також замовляти деякі меблі, які містить їхній будинок. Швейна машинка в магазині Able Sisters дозволяє гравцям створювати QR-коди своїх дизайнів, які інші гравці можуть завантажувати за допомогою камери Nintendo 3DS. Монети Play можна використовувати, щоб купити печиво з передбаченнями, яке, у свою чергу, можна обміняти на спеціальні призи, наприклад рідкісні предмети з інших франшиз Nintendo.

## Персонажі
У грі представлено два нових типи тварин для звичайних жителів села: хом'яки та олені, а також два нових характери неігровий персонажів: «самовдоволений» і «учі», останній описаний як «тип старшої сестри». Нові особливі персонажі включають собаку на ім'я Ізабелль, яка виконує функції особистого помічника гравця, її брат-близнюк Дігбі, який керує виставкою Happy Home Showcase, де гравці можуть переглядати модельні плани будинку, лінивець на ім'я Лейф, який керує центром садівництва, і пара альпак на ім'я Різ і Сайрус, які керують магазином під назвою «Re-Tail», це цех переробки, де гравці можуть продавати непотрібні речі або виготовляти меблі для свого будинку. Том Нук повертається як агент з нерухомості замість крамаря, його колишнім бізнесом керують його племінники Тіммі та Томмі. Скунс Кікс і їжачиха Лейбл з Animal Crossing: City Folk представлені як продавці взуття та аксесуарів відповідно, тоді як К. К. Слайдер займає посаду ді-джея в нічному клубі під назвою «Club LOL». Будівлею керує аксолотль на ім'я Доктор Шрунк, який є стендап-коміком. Тортімер, колишній мер міста, керує островом, який можна відвідати, скориставшись човном біля пристані, наступного дня після виплати першої позики на житло.

## Розробка

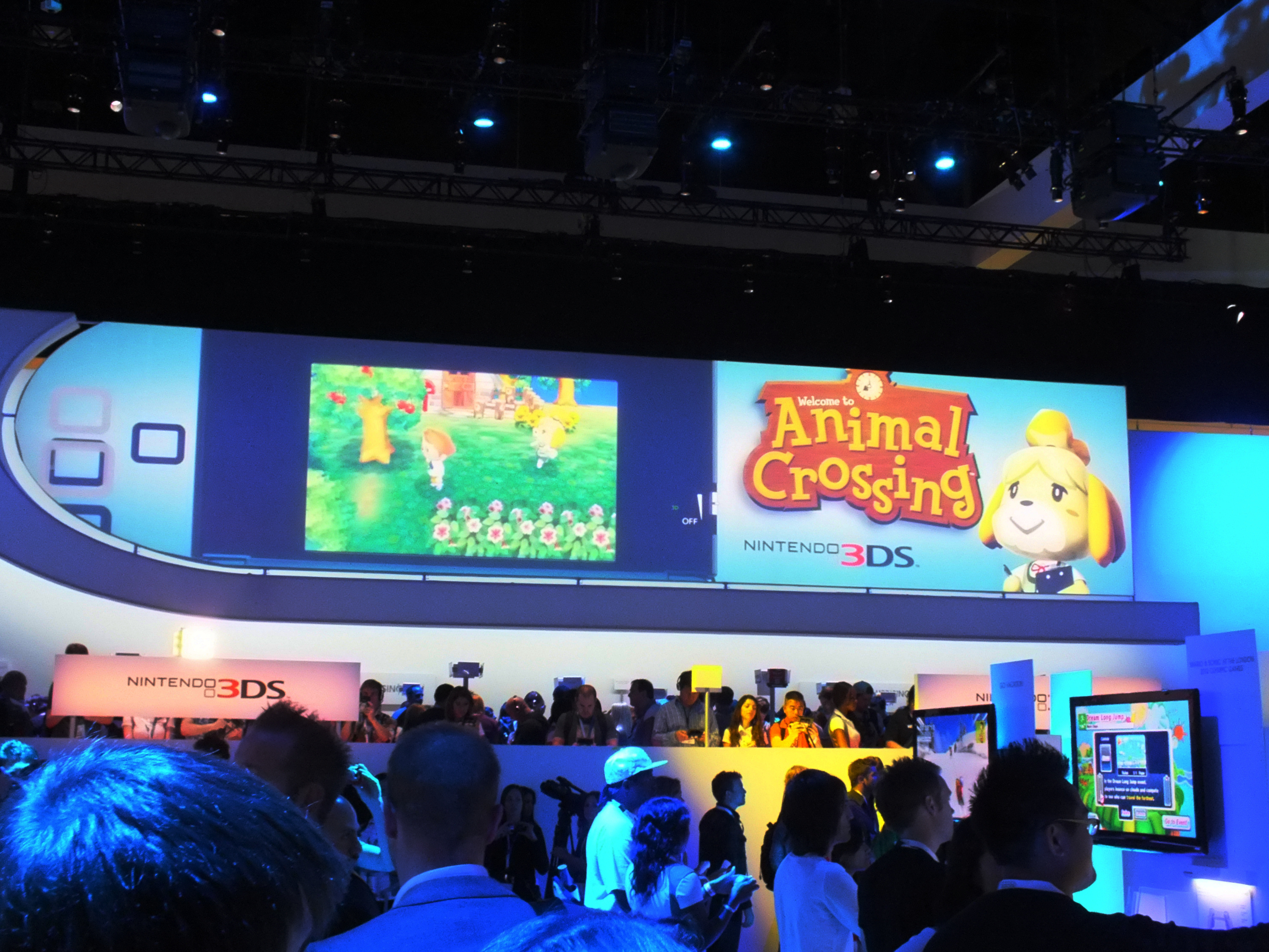
Animal Crossing: New Leaf на E3 2011.

Animal Crossing: New Leaf було анонсовано на E3 2010 як першу гру в серії для Nintendo 3DS. Пізніше вона з'явивилася на виставці Nintendo World 2011, і знову на E3 2011 під час короткої презентації, де було оголошено дату випуску в Японії того ж року. Пізніше Nintendo перенесла випуск на 2012 рік до кінця фінансового року в березні, і зрештою завершила випуск японським випуском до третього кварталу того ж року під час трансляції Nintendo Direct. Її назва англійською мовою була оголошена в жовтні 2012 року разом із орієнтовною датою виходу на заході на початок 2013 року. У лютому 2013 року було оголошено остаточну дату випуску New Leaf на червень наступного року в Північній Америці, Європі та Австралії.
Продюсером гри був Кацуя Егучі, а режисером виступила команда з двох осіб Ісао Моро та Ая Кюогоку, які обидва працювали під керівництвом попереднього директора Animal Crossing: City Folk на Wii. Ідея про те, щоб гравець став мером, з'явилася приблизно через рік розробки, що виникло з концепції надання гравцеві набагато більшої свободи в плануванні та формуванні способу розвитку свого міста. Надання гравцям можливості ухвалювати постанови та закони, які передбачають, що магазини будуть відкриті раніше чи пізніше протягом дня, було включено, щоб адаптувати більш особисті розклади та стилі гри, і при цьому синхронізувати гру з плином часу в реальному світі. Основну тему гри створила Манака Катаока, тоді як вона створила решту саундтреку з Ацуко Асахі. Казумі Тотака був звукорежисером гри, як і решти серії. Monolith Soft допомагали у розробці.
Оскільки гра була розроблена для 3D-дисплею, а не для плоского дисплея, як її попередники, команда дизайнерів мала звернути особливу увагу на те, як виглядають об'єкти та персонажі щодо освітлення та тіні, і щоб на екрані не було видно очевидних недоліків. Координатор дизайну Кодзі Такахаші визнав, що було важко придумати нові види тварин, які б представляли містян, оскільки вони в першу чергу хотіли дотримуватися тих, з якими люди знайомі, і «значно використали» найвідоміші приклади в попередніх іграх. Зокрема, альпаки були обрані через їх недавню популярність у країні.
Щоб зробити New Leaf більш особистим досвідом для гравців у всьому світі, команда розробників дослідила звичаї та свята різних країн, зокрема співпрацюючи з офісами Nintendo по всьому світу, і включила їх у версії гри, випущені в цих регіонах. До них належать варіації подій у грі, як-от новорічна ніч, поїдання новорічної локшини в японській версії, пиття ігристого сидру в англійській північноамериканській версії та з'їдання тарілки з дванадцятьма виноградинами опівночі на іспаномовній Північно-Американській або європейській версії.
Англійський переклад New Leaf було розроблено в березні 2012 року членами групи локалізації «Treehouse» Nintendo of America, які співпрацювали зі штаб-квартирою компанії в Японії над створенням внутрішньоігрових подій. Північноамериканська та європейська версії містять додаткову функцію, якої немає в японській версії — можливість завантажувати приклади планування будинку в Happy Home Showcase з Nintendo через Інтернет за допомогою функції SpotPass на додаток до StreetPass, яка вимагає від гравців фізично проходити повз один одного. За словами менеджера з локалізації Рейко Ніномії, це було додано через труднощі, з якими гравці в цих регіонах стикаються з іншими людьми, які володіють грою, пояснюючи, що «в Японії Streetpass відбувається дуже, дуже часто. Люди їздять потягами. Це інша культура спільноти. Тут у вас є люди, які живуть у віддалених частинах, де вони не мають можливості пройти повз людей, які мають гру».

## Розкрутка та випуск
У жовтні 2012 року Nintendo Japan створила офіційний Twitter акаунт Animal Crossing: New Leaf, у якому публікувалися твіти персонажа Ізабелль, які включали оновлення та рекламні пропозиції про гру, а англійські версії створили Nintendo Europe у квітні 2013 року, та Nintendo of America в травні 2013 року. Пізніше того ж місяця Nintendo of America почала випускати серію відеообговорень за круглим столом з командою локалізації англійської «Treehouse», яка надавала інформацію про розробку та переклад гри, які були опубліковані на YouTube, а також на сторінках гри у Twitter і Facebook. Nintendo Japan планує співпрацювати з мережею міні-магазинів 7-Eleven, щоб пропонувати спеціальні ігрові предмети та меблі фірмового бренду, такі як вивіски, сорочки та вітрини з їжею, за допомогою доступу до точок доступу Wi-Fi у вибраних магазинах по всій Японії в період з травня по серпень 2013 року. Два предмети одягу на тему Animal Crossing також були доступні як вміст для завантаження в японській версії Style Savvy: Trendsetters для 3DS, де представлено дизайни на основі персонажів К. К. Слайдер і Грейсі.
Nintendo випустила спеціальне видання 3DS XL на тему Animal Crossing: New Leaf із цифровою копією гри разом із стандартним випуском у Японії. У квітні 2013 року набір було анонсовано для Північної Америки та Європи в трансляції Nintendo Direct, яка також буде доступна в той самий день, коли гра буде випущена в обох регіонах наступного червня. Гра була доступна для завантаження в Nintendo eShop в Японії в той же день, що й фізичний реліз, з версією eShop для Північної Америки, яка також супроводжувала роздрібну версію. Бонусну статуетку перед замовленням із зображенням моделі ратуші з персонажем Ізабелль також розповсюджували ексклюзивно EB Games в Австралії та GAME в Європі.
Певна кількість американських гравців, обраних у рамках програми Nintendo Mayor, мали право випробувати гру протягом травня, а натомість записували свій досвід онлайн. 7 серпня 2013 року додаток під назвою Animal Crossing Plaza було додано до Wii U, що дозволяє гравцям спілкуватися з іншими гравцями Animal Crossing. Функція була доступна до кінця 2014 року. В Європі та Австралії було оголошено про акцію, згідно з якою гравці, які зареєструють свою гру на Club Nintendo в період із серпня по жовтень 2013 року, отримають код, який вони зможуть надати іншому власнику 3DS XL, що дозволить їм завантажити безкоштовну копію гри. У вересні 2016 року Nintendo та Sanrio оголосили, що додають Hello Kitty у гру в Японії.
Велике оновлення, відоме як Welcome Amiibo, було випущено 2 листопада 2016 року, додавши підтримку Amiibo (включно з фігурками та картками Animal Crossing, The Legend of Zelda та Splatoon), які можна використовувати для виклику жителів села та продавців до нової зони кемпінгу. Оновлення також включає інтеграцію збереження даних із Animal Crossing: Happy Home Designer і портує елементи керування сенсорним екраном гри для меблювання.

## Відгуки
| Агрегатор  | Оцінка |
| ---------- | ------ |
| Metacritic | 88/100 |

| Видання       | Оцінка |
| ------------- | ------ |
| Famitsu       | 39/40  |
| GameSpot      | 8/10   |
| IGN           | 9.6/10 |
| Joystiq       | [ 60 ] |
| Nintendo Life | [ 61 ] |
| Polygon       | 9/10   |

Після оголошення на виставці E3 2010 візуальні ефекти гри, за це гра отримали дуже позитивні відгуки. Пишучи для G4TV, Патрік Клепек вважає, що використання в грі стереоскопічних 3D-ефектів Nintendo 3DS надає ігровому світу «справжню, відчутну глибину», а редактор IGN Крейг Харріс описує їх як «тонкі, але корисні». Як Харріс, так і редактор GameSpot Том МакШі високо оцінили рівень деталізації в ігровому середовищі та об'єктах, заявивши, що вони перевищують рівень деталізації гри-попередниці, Animal Crossing: City Folk для консолі Wii.
За даними агрегатора оглядів Metacritic, гру сприйняли «загалом позитивно». Японська версія гри отримала 39/40 від японського журналу Famitsu, отримавши платинову нагороду видання, тоді як англійська версія отримала 8/10 від GameSpot і 9,6/10 від IGN.
Гра дебютувала в Японії, продавши трохи більше 800 000 одиниць, причому 200 000 з них були цифровими завантаженнями. Animal Crossing: New Leaf стала першою 3DS-грою в Японії, яка перевищила два мільйони проданих копій менше ніж за два місяці. До березня 2013 року було продано 3,86 мільйона копій. До серпня 2014 року в США було продано 1,36 мільйона копій. На кінець березня 2023 року всі разом узяті версії було продано 13,04 мільйона копій по всьому світу, що зробило її однією з найбільш продаваних ігор 3DS. Через тиждень після випуску мобільного додатка Animal Crossing: Pocket Camp у листопаді 2017 року продажі New Leaf у Японії зросли на 214 %.

## Спадщина
У кросоверному файтингу Super Smash Bros. для Nintendo 3DS і Wii U 2014 року персонаж Ізабелль з'являється як Assist Trophy, а острів Тортімер — як ігрова сцена у версії гри 3DS. Вона стала ігровим персонажем у Super Smash Bros. Ultimate 2018 року.
Polygon назвав гру однією з найкращих за десятиліття.